# Lutfi Hoxha
Lutfi Hoxha (ur. 1 czerwca 1934 w Durrës, zm. 10 września 2023) – albański aktor teatralny i filmowy.

## Życiorys
Uczył się w szkole w Durrës i w tym czasie rozpoczął występy na scenie teatralnej Domu Pionierów. Po ukończeniu nauki w liceum artystycznym Jordan Misja w Tiranie pracował w stoczni w Durrës, tam też związał się z teatrem amatorskim. W styczniu 1953 należał do współzałożycieli teatru im. Aleksandra Moisiu, działającego w Durrës, w którym występował do końca swojej kariery artystycznej. Zadebiutował rolą Haxhi Qamiliego w dramacie Thanasa Floqiego. Na scenie teatralnej wystąpił w 95 inscenizacjach. W 1989 przeszedł na emeryturę.
Na dużym ekranie wystąpił po raz pierwszy w 1963 grając w filmie Detyre e posaçme. Potem zagrał jeszcze w 16 filmach fabularnych, w większości role epizodyczne.
Za swoją działalność artystyczną został uhonorowany przez władze Albanii tytułami Zasłużonego Artysty (alb. Artist i Merituar) i Wielkiego Mistrza (Mjeshter i Madh). Był honorowym obywatelem miasta Durrës.

## Filmografia
- 1963: Detyre e posaçme jako Vasili
- 1975: Rrugicat që kërkonin diell jako członek oddziału, odpowiedzialny za propagandę
- 1976: Ilegalët
- 1976: Pylli i lirisë jako wieśniak Naum
- 1976: Thirrja jako Ndue
- 1976: Tingujt e luftës jako Vasil
- 1977: Nje udhetim i veshtire jako ojciec Vjosy
- 1978: Dollia e dasmës sime jako gość na weselu
- 1980: Intendenti jako File
- 1981: Në prag te lirisë jako Veliu
- 1981: Shoku ynë Tili jako ojciec Tiliego
- 1984: Nata e pare e lirise jako Hamal
- 1988: Pranvera s’erdhi vetem jako pracownik hotelu
- 1990: Vetmi jako Leko
- 2003: Një ditë e mrekullueshme
- 2009: Ne dhe Lenini jako Musa
- 2019: Otwarte drzwi jako przechodzień